# Двадцять одна Умова
«Двадцять одна Умова» або ж «Умови прийняття до Комуністичного Інтернаціоналу» — документ, прийнятий 30 липня 1920 року на II конгресі Комінтерну в Москві. Автором «Двадцяти одної Умови» був Володимир Ленін.

## Умови
| 1  | Повсякденна пропаганда та агітація повинні носити дійсно комуністичний характер і відповідати програмі та всім постановам III Інтернаціоналу. Всі органи друку, що знаходяться в руках партії, повинні редагуватись надійними комуністами, які довели свою відданість справі пролетаріату. Про диктатуру пролетаріату слід говорити не просто як про ходячу завчену формулу, її потрібно пропагувати так, щоб необхідність її для кожного пересічного робітника, робітниці, солдата, селянина випливала з життєвих фактів, які систематично відзначаються нашою пресою з дня в день. Періодична і неперіодична преса і всі партійні видавництва повинні бути цілком підпорядковані ЦК партії, незалежно від того, чи в цей час партія легальна або нелегальна. Неприпустимо, щоб видавництва зловживали своєю автономією і вели політику, не повністю відповідну політиці партії. На сторінках газет, у народних зборах, у професійній спілці, в кооперативі — всюди, куди отримують доступ прихильники III Інтернаціоналу, необхідно систематично й нещадно таврувати не тільки буржуазію, але і її помічників, реформістів всіх відтінків. |
| 2  | Кожна організація, яка бажає належати до Комуністичному Інтернаціоналу, зобов'язана планомірно і систематично видаляти із хоч якось відповідальних посад у робітничому русі (партійна організація, редакція, професійна спілка, парламентська фракція, кооператив, муніципалітет тощо) реформістів і прихильників «центру» і ставити замість них надійних комуністів, не переймаючись тим, що іноді доведеться спочатку замінювати «досвідчених» діячів рядовими робітниками. |
| 3  | Класова боротьба майже в усіх країнах Європи і Америки вступає у фазу громадянської війни. За таких умов комуністи не можуть мати довіри до буржуазної законності. Вони зобов'язані всюди створювати паралельний нелегальний апарат, який у вирішальну хвилину міг би допомогти партії виконати свій обов'язок перед революцією. У всіх тих країнах, де комуністи, внаслідок стану облоги чи особливих законів, не мають можливості вести всю свою роботу легально, безумовно необхідне поєднання легальної і нелегальної роботи. |
| 4  | Обов'язок поширення комуністичних ідей включає в себе особливу необхідність наполегливої систематичної пропаганди в армії. Там, де ця агітація забороняється особливими законами, вона повинна проводитись нелегально. Відмова від такої роботи було б рівнозначна зраді революційному обов'язку і несумісна з приналежністю до III Інтернаціоналу. |
| 5  | Необхідна систематична та планомірна агітація в селі. Робітничий клас не може закріпити свою перемогу, не маючи за собою хоча б частини сільських батраків і найбідніших селян і не нейтралізувавши своєю політикою частину решти села. Комуністична робота на селі набуває в справжню епоху вирішального значення. Вести її необхідно, головним чином, через революційних міських і сільськогосподарських робітників-комуністів, які мають зв'язки з селом. Відмова від цієї роботи або передача її в ненадійні напівреформістські руки рівносильне відмові від пролетарської революції. |
| 6  | Кожна партія, яка бажає належати до III Інтернаціоналу, зобов'язана викривати не тільки відвертий соціал-патріотизм, а й фальш і лицемірство соціал-пацифізму: систематично доводити робочим, що без революційного повалення капіталізму ніякі міжнародні третейські суди, ніякі договори про зменшення озброєнь, ніяка «демократична» реорганізація Ліги Націй не врятують людство від нових імперіалістичних воєн. |
| 7  | Партії, які бажають належати до Комуністичного Інтернаціоналу, зобов'язані визнати необхідність повного і абсолютного розриву з реформізмом і з політикою «центру» і пропагувати цей розрив в найширших колах членів партії. Без цього неможлива послідовна комуністична політика. Комуністичний Інтернаціонал безумовно і ультимативно вимагає цього розриву в найкоротший термін. Комуністичний Інтернаціонал не може миритися з тим, щоб явні опортуністи, як, наприклад, Тураті, Каутський, Гільфердінг, Хільквіт, Лонге, Макдональд, Модільяні та ін., мали право вважатися членами III Інтернаціоналу. Це призвело б до того, що III Інтернаціонал став би дуже схожим на померлий II Інтернаціонал. |
| 8  | В питанні про колонії та пригноблених національностей необхідна особливо чітка і ясна лінія партій тих країн, де буржуазія такими колоніями володіє та пригноблює інші нації. Кожна партія, яка бажає належати до III Інтернаціоналу, зобов'язана нещадно викривати витівки «своїх» імперіалістів у колоніях, підтримувати не словом, а ділом всякий визвольний рух у колоніях, вимагати вигнання своїх вітчизняних імперіалістів з цих колоній, виховувати в серцях робітників своєї країни істинно братерського ставлення до працюючого населення колоній і пригноблених націй і вести систематичну агітацію в своїх військах проти всякого гноблення колоніальних народів |
| 9  | Кожна партія, яка бажає належати до Комуністичного Інтернаціоналу, зобов'язана вести систематично і наполегливо комуністичну роботу всередині профспілок, в робочих та промислових Радах, кооперативах та інших масових організаціях. Всередині цих організацій необхідно утворювати комуністичні осередки, які тривалою і наполегливою роботою повинні завойовувати професійні спілки і т. д. для справи комунізму. Ці осередки зобов'язані на кожному кроці повсякденної роботи викривати зради соціал-патріотів і коливання «центру». Ці комуністичні осередки повинні бути повністю підпорядковані партії в цілому. |
| 10 | Кожна партія, що належить до Комуністичного Інтернаціоналу, зобов'язана вести запеклу боротьбу проти Амстердамського «Інтернаціоналу» жовтих професійних спілок. Вона повинна наполегливо пропагувати серед професійно організованих робітників необхідність розриву з жовтим Амстердамським Інтернаціоналом. Вона повинна всіма засобами підтримувати зародження міжнародного об'єднання червоних професійних спілок, долучених до Комуністичного Інтернаціоналу. |
| 11 | Партії, які бажають належати до III Інтернаціоналу, зобов'язані переглянути особовий склад своїх парламентських фракцій, видалити з них ненадійні елементи, підпорядкувати ці фракції не словом, а ділом ЦК партії, вимагати від кожного парламентаря-комуніста, щоб він підпорядковував всю свою діяльність інтересам дійсно революційної пропаганди й агітації. |
| 12 | Партії, що належать до Комуністичного Інтернаціоналу, повинні бути побудовані за принципом демократичного «централізму». У нинішню епоху загостреної громадянської війни комуністична партія зможе виконати свій обов'язок лише в тому випадку, якщо вона буде організована в найбільш централізований спосіб, якщо в ній пануватиме залізна дисципліна, що межує з дисципліною військовою, і якщо її партійний центр буде владним авторитетним органом з широкими повноваженнями, які користуються загальною довірою членів партії. |
| 13 | Комуністичні партії всіх країн, де комуністи ведуть свою роботу легально, повинні проводити періодичні чистки (перереєстрацію) особового складу партійних організацій, щоб систематично очищати партію від дрібнобуржуазних елементів, які неминуче прилаштовуватимуться до неї. |
| 14 | Кожна партія, яка бажає належати до Комуністичному Інтернаціоналу, зобов'язана надавати беззаперечну підтримку кожній Радянській республіці в її боротьбі проти контрреволюційних сил. Комуністичні партії повинні вести неухильну пропаганду за відмову робочих перевозити предмети військового спорядження, адресовані ворогам Радянських республік, вести легально або нелегально пропаганду серед армій, які надсилаються для придушення робітничих республік і т. д. |
| 15 | Партії, які досі залишаються при старих соціал-демократичних програмах, зобов'язані в найкоротший термін переглянути програми і виробити щодо особливих умов своєї країни нову комуністичну програму в дусі постанов Комуністичного Інтернаціоналу. Згідно з правилом, програма кожної партії, що належить до Комуністичного Інтернаціоналу, повинна затверджуватися черговим конгресом Комуністичного Інтернаціоналу або його Виконавчим комітетом. У разі незатвердження Виконавчим комітетом Комуністичного Інтернаціоналу програми тієї або іншої партії, така партія має право апелювати до конгресу Комуністичного Інтернаціоналу. |
| 16 | Всі постанови з'їздів Комуністичного Інтернаціоналу, як і постанови її Виконавчого комітету, обов'язкові для всіх партій, що входять в Комуністичний Інтернаціонал. Комуністичний Інтернаціонал, діючи в обстановці загострення громадянської війни, повинен бути побудований набагато більш централізовано, ніж це було в II Інтернаціоналі. При цьому Комуністичний Інтернаціонал і його Виконавчий комітет в усій своїй роботі, зрозуміло, зобов'язані рахуватися з усім різноманіттям умов, при яких доводиться боротися і діяти різним партіям, і виносити загальнообов'язкові рішення лише з таких питань, по яких такі рішення можливі. |
| 17 | У зв'язку з усім цим, всі партії, які бажають входити в Комуністичний Інтернаціонал, повинні змінити свою назву. Кожна партія, яка бажає входити в Комуністичний Інтернаціонал, повинна носити назву: комуністична партія такої-то країни (секція III Комуністичного Інтернаціоналу). Питання про назву не лише формальне, воно має велику вагу. Комуністичний Інтернаціонал оголосив рішучу боротьбу всьому буржуазному світу і всім жовтим соціал-демократичним партіям. Необхідно, аби кожному пересічному працівникові була абсолютно зрозуміла різниця між комуністичними партіями і старими офіційними «соціал-демократичними» або «соціалістичними» партіями, які зрадили прапор робочого класу. |
| 18 | Всі керівні друковані органи всіх країн зобов'язані друкувати всі важливі документи Виконавчого комітету Комуністичного Інтернаціоналу. |
| 19 | Всі партії, що належать до Комуністичного Інтернаціоналу або подали заяву про бажання вступити в нього, зобов'язані в найкоротший термін, але не пізніше ніж через 4 місяці після II конгресу Комуністичного Інтернаціоналу, скликати надзвичайний з'їзд своєї партії, щоб обговорити ці зобов'язання. При цьому ЦК повинні подбати, щоб усі місцеві організації ознайомилися з постановами II конгресу Комуністичного Інтернаціоналу. |
| 20 | Партії, які тепер хотіли б вступити в III Інтернаціонал, але досі радикально не змінили своєї колишньої тактики, повинні до вступу до нього подбати про те, щоб в їх ЦК і в усі найважливіші центральні установи партії входило не менше 2/3 таких товаришів, які ще до II конгресу Комуністичного Інтернаціоналу публічно недвозначно висловлювалися за вступ до III Інтернаціоналу. Винятки можуть допускатися за умови затвердження Виконавчого комітету III Інтернаціоналу. Виконавчий комітет Комуністичного Інтернаціоналу має право робити винятки також і для названих в § 7 представників «центру». |
| 21 | Члени, партії, які принципово відкидають зобов'язання і тези, виставлені Комуністичним Інтернаціоналом, повинні виключатися з партії. Це відноситься також і до делегатів екстрених партійних з'їздів. |

## «Двадцять друга Умова»
Ще одна умова, що не входила до основного списку, було прийнято на четвертому конгресі Комінтерну 1922 році. Згідно з нею не допускалося одночасне членство в комуністичній партії та масонській ложі. Прийняття цієї умови спричинило вихід із партії деяких французьких комуністів.[джерело?]